# Пекари (Тшебницький повіт)
Пекари (пол. Piekary, нім. Beckern) — село в Польщі, у гміні Оборники-Шльонські Тшебницького повіту Нижньосілезького воєводства.
Населення — 54 особи (2011).
У 1975-1998 роках село належало до Вроцлавського воєводства.

## Демографія
Демографічна структура станом на 31 березня 2011 року:
|          | Загалом | Допрацездатний вік | Працездатний вік | Постпрацездатний вік |
| -------- | ------- | ------------------ | ---------------- | -------------------- |
| Чоловіки | 26      | 4                  | 16               | 6                    |
| Жінки    | 28      | 7                  | 14               | 7                    |
| Разом    | 54      | 11                 | 30               | 13                   |